# Empathy
Empathy est un client de messagerie instantanée basé sur l'infrastructure de communication Telepathy pour le bureau GNOME.
Ce logiciel supporte l'envoi de message instantané, la voix, la vidéo (communication webcam), les transferts de fichiers et la communication inter-applications sur des protocoles différents. (cependant, tout ne fonctionne pas avec tous les protocoles pour le moment)
Il a été inclus dans le bureau GNOME depuis la version 2.24. À partir de la version Ubuntu 9.10 et Fedora 12, il est installé par défaut à la place de Pidgin, en raison de sa meilleure intégration avec GNOME.
- support des protocoles multiples: XMPP, MSN, IRC, Salut, et tous les protocoles supportés par Pidgin car ils utilisent une bibliothèque commune libpurple[6];
- changement d'état automatique en utilisant l'écart gnome-screensaver ;
- reconnexion automatique en utilisant NetworkManager ;
- discussions privées ou en groupe avec les smileys et la vérification orthographique ;
- moteur de thème pour les fenêtres de conversation ;
- journal des conversations ;
- appels vocaux et vidéo en utilisant SIP et XMPP (notamment une gestion pour les appels vocaux Google Talk) ;
- transfert de fichiers pour XMPP ;
- géolocalisation des contacts (permet d'afficher les contacts sur une carte) ;
- travail collaboratif en utilisant Tubes.

Contrairement à d'autres logiciels de messagerie instantanée, Empathy ne semble pas avoir de possibilité d'ajouter des couches de sécurité en 2012,,, (en dehors de la connexion chiffrée avec le serveur).
Le projet Muji cherche à amener le support de visioconférences avec plus de 2 personnes .